# Kulzeb
Kulzeb (en àvar: КІулзеб; en rus: Кульзеб) és un poble del Daguestan, a Rússia, que el 2019 tenia 2.127 habitants. Pertany al districte rural de Kiziliurt.